# Venècia i Ístria
Venècia i Ístria (llatí: Venetia et Histria) fou una divisió administrativa del nord-est de la Itàlia romana. Fou creada per August el 7 aC, juntament amb nou altres regions. Havia estat una de les últimes regions d'Itàlia incorporades a l'Imperi Romà. El 297, sota Dioclecià, es convertí en una província de ple dret. Tenia la capital a Aquileia i s'estenia des del riu Àrsia a l'est, en allò que avui en dia és Croàcia, fins a l'Arda, a l'actual regió italiana de Llombardia, i des dels Alps fins al mar Adriàtic.